# Tuberolabium rhopalorrhachis
Tuberolabium rhopalorrhachis là một loài thực vật có hoa trong họ Lan. Loài này được (Rchb.f.) J.J.Wood miêu tả khoa học đầu tiên năm 1990.

## Hình ảnh

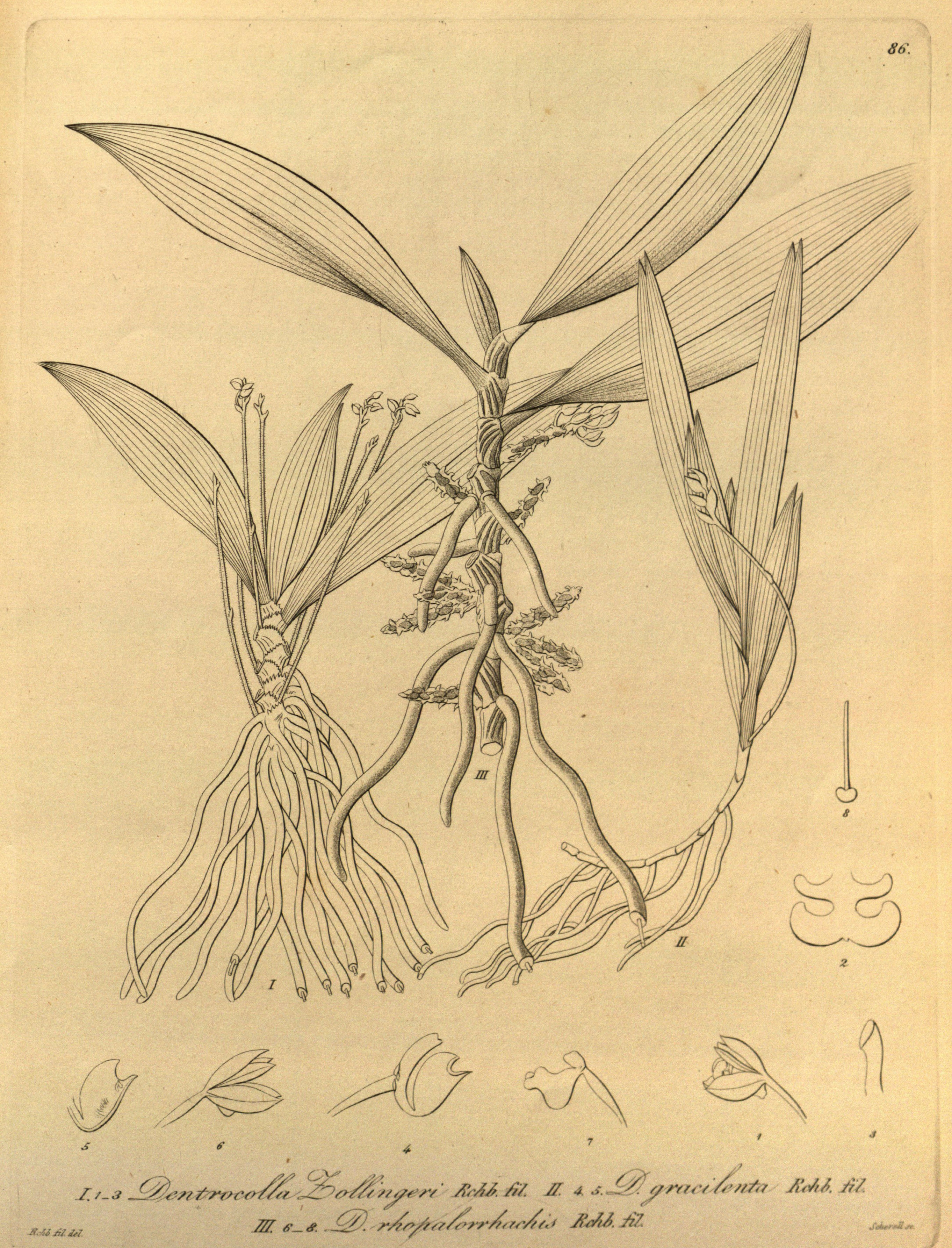